# Lamachus iwatai
Lamachus iwatai là một loài tò vò trong họ Ichneumonidae.